# Euchromia flavicincta
Euchromia flavicincta là một loài bướm đêm thuộc phân họ Arctiinae, họ Erebidae.